# Alfred Vail

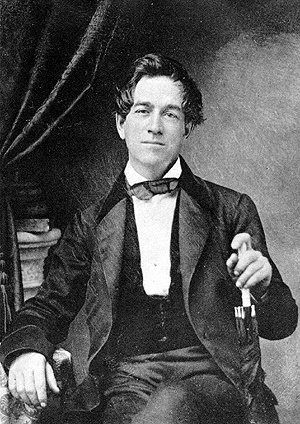
Alfred Vail

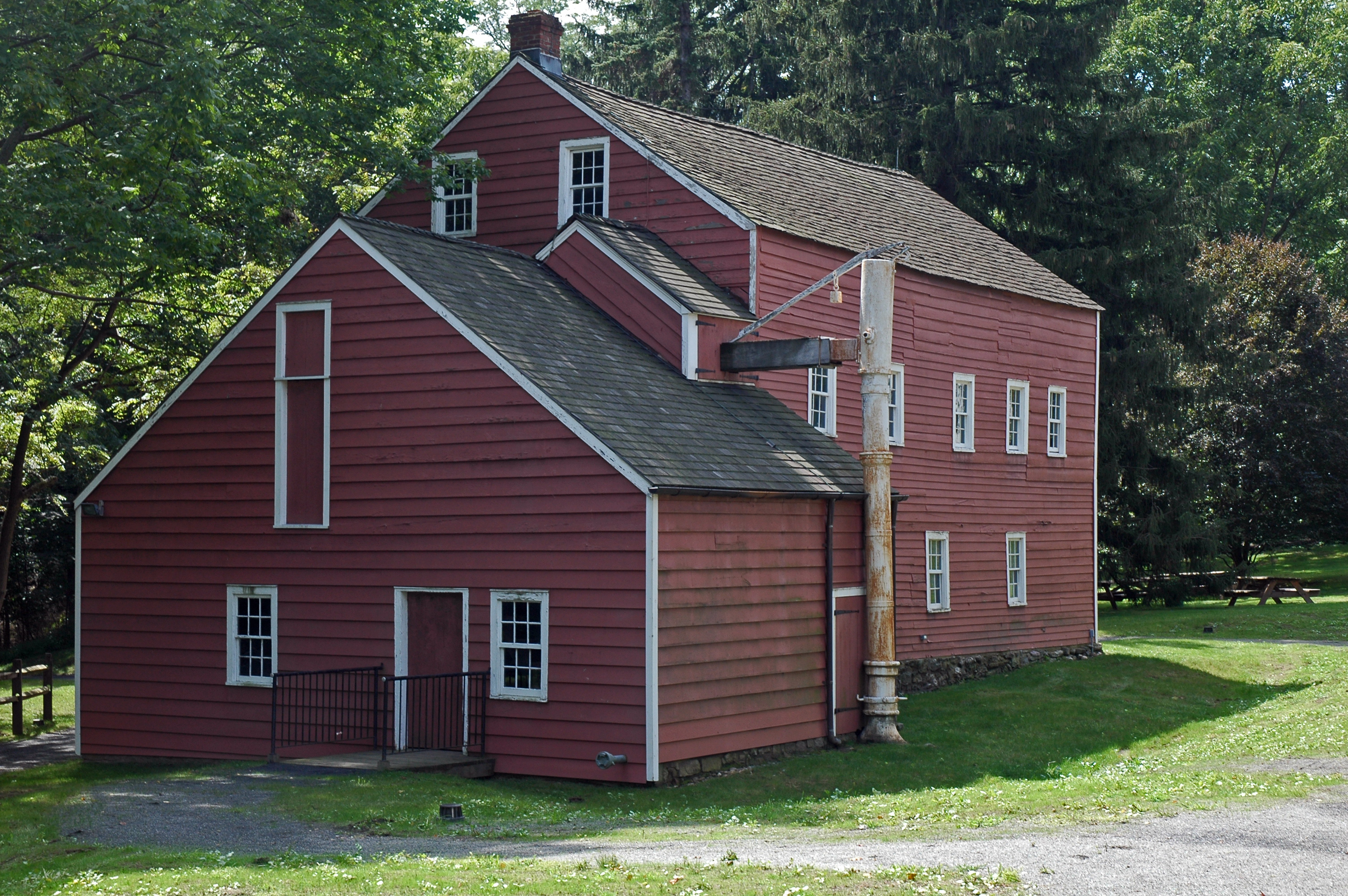
Het gebouw van de Speedwell Ironworks waar Alfred Vail en Samuel Morse op 6 januari 1838 de eerste openbare demonstratie gaven van de elektrische telegraaf

Alfred Vail (Morristown (New Jersey), 25 september 1807 – aldaar, 18 januari 1859) was een Amerikaans ingenieur en uitvinder. 
Hij was de zakenpartner van Samuel Morse bij het ontwikkelen van de telegraaf. Na de publieksdemonstratie van de markerende telegraaf door Morse op 2 september 1837 ging Vail met Morse in zaken om het instrument te perfectioneren – met name het relais kreeg zijn aandacht.

## Biografie
Vail was de zoon van Stephen Vail (1780-1864) en Bethiah Youngs (1778-1847). Hij groeide op in Morristown waar zijn vader ondernemer en industrieel was, die de Speedwell Ironworks omvormde tot een van de meest innovatieve ijzergieterij van die tijd. Alfred verkreeg openbaar onderwijs voordat hij werk kreeg als bankwerker bij de ijzergieterij van zijn vader. In 1832 ging hij theologie studeren aan de universiteit van New York, waar hij een actief en succesvol student was. Hoewel hij 1836 afstudeerde kon hij door ziekte zijn plan om Presbyteriaans predikant te worden niet verwezenlijken.
Na het aanschouwen van Morse telegraafexperiment in 1837 raakte hij gefascineerd door de technologie en wist hij tot een akkoord te komen met Morse om – op eigen kosten – de techniek verder te ontwikkelen bij Speedwell in ruil voor 25% van de opbrengsten. Alfred deelde zijn aandeel met zijn broer George Vail. Toen Morse Francis O. J. Smith, een congresman van Maine, aannam als partner, verlaagde hij Vails aandeel tot een achtste. Verder kreeg Morse de patentrechten op alles wat Vail ontwikkelde.
Nadat hij verzekerd was zijn vaders financiële steun verfijnde hij Morse prototype om het geschikt te maken voor publieke demonstratie en commerciële doeleinden. De eerste succesvolle voltooiing van een transmissie met zijn systeem was bij de Speedwell Ironworks op 6 januari 1838 over een afstand van twee mijl (3km). De boodschap luidde:   "A patient waiter is no loser".
De maanden daarna demonstreerden Morse en Vail de telegraaf aan het Philadelphia's Franklin Institute, leden van het Congres en aan president Martin Van Buren en zijn kabinet. Deze demonstraties waren cruciaal voor Morse om staatssteun van $30.000 te verkrijgen voor de bouw van zijn eerste telegrafielijn in 1844 van Washington D.C. naar Baltimore.

## Morsecode
Vail geniet zijn grootste bekendheid als uitvinder van de morsecode. Het is echter onwaarschijnlijk dat hij de echte uitvinder is; in zijn pamflet uit 1845 getiteld "The American Electro Magnetic Telegraph" tekende Vail namelijk op dat 
het alfabet van punten, lijnen en spaties is opgesteld aan boord van de pakboot Sully, door prof. Morse.
Dat Vail de code heeft uitgevonden werd vooral na zijn dood geclaimd door zijn dochter, Amanda Vail.

## Latere leven
Vail trok zich in 1848 terug uit de telegrafie en keerde terug naar zijn geboorteplaats. Zijn laatste tien jaren besteedde hij aan genealogisch onderzoek. Het een achtste aandeel dat hij had in Morses telegrafieopbrengsten, moest hij delen met zijn broer George.